# José Ibarra Mateo
José Ibarra Mateo (Cáseda, 25 de marzo de 1753 – Madrid, 5 de junio de 1818) fue un hacendista y político español.  

## Biografía
Estudia leyes en Zaragoza ingresando después como oficial de la Real Hacienda: siendo destinado a la Real Fábrica de Tabacos de Sevilla. Es después fiscal del Consejo de Hacienda y de la Real Junta General de Comercio, Moneda y Minas. Su vertiginosa carrera le lleva a desempeñar los puestos de consejero del Consejo de Castilla, del de Estado y miembro de la Junta del Banco de San Carlos. Tras la Guerra de la Independencia española que pasó parte en prisiones francesas se le restituyó en su cargo de consejero de Hacienda, siendo nombrado director general de Rentas. Desempeñó entre el 10 de diciembre de 1815 y el 27 de enero de 1816 la Secretaría de Estado y del Despacho de Hacienda. Fue desterrado tras su cese a Sevilla. Tras ser perdonado se reincorporó al Consejo de Estado. 